# ウルグアイラグビー協会
ウルグアイラグビー協会（西: Unión de Rugby del Uruguay、略称: URU）は、ウルグアイのラグビーユニオンの統括団体。1951年に設立され、1989年に国際ラグビー評議会（現：ワールドラグビー）に加盟した。